# Miroslav Galuška
Miroslav Galuška (9. října 1922 Praha – 20. července 2007 Praha) byl český novinář, překladatel, vedoucí filmového tvůrčího kolektivu, publicista, diplomat a politik.

## Život
Po druhé světové válce nastoupil do kulturní rubriky deníku Rudé právo a později se jako vedoucí zahraniční rubriky zúčastnil i Norimberského procesu. Po únoru 1948 pracoval v týdeníku Tvorba a vedl rovněž tvůrčí skupinu Československého filmu.
V letech 1952–1958 byl vedoucím tiskového odboru ministerstva zahraničních věcí, v letech 1958–1961 československým velvyslancem ve Velké Británii a v letech 1963–1964 byl šéfredaktorem nového časopisu Kulturní tvorba. V průběhu let 1968 a 1969 byl ministrem kultury a informací. Dále byl generálním komisařem československé účasti na světových výstavách v Montrealu (1967), v Ósace (1970) a v Seville (1992).
Protože na protest proti odvolání A. Dubčeka z funkce generálního tajemníka KSČ podal v květnu 1969 demisi na funkci ministra, byl po návratu ze světové výstavy v roce 1970 vyloučen z KSČ a perzekvován.[zdroj?]